# Công Tôn Độ
Công Tôn Độ (chữ Hán: 公孫度; ?-204), tên tự là Thăng Tế (升濟), là tướng nhà Đông Hán trong lịch sử Trung Quốc. Ông cát cứ ở Liêu Đông khi cuộc chiến quân phiệt nổ ra.

## Thân thế
Họ Công Tôn là đại tộc ở U châu. Công Tôn Độ là con của Công Tôn Diên – người được sử sách mô tả là vong mạng, rời bỏ quê hương là huyện Tương Bình quận Liêu Đông tới quận Huyền Thố. Công Tôn Độ được cha sinh ra tại quận Huyền Thố.

## Thăng tiến
Lớn lên, Công Tôn Độ được nhận chức nha môn Thái thú dưới quyền thái thú Công Tôn Vực, được Công Tôn Vực quý mến, vì Vực có một người con là Công Tôn Báo mất sớm. Công Tôn Vực quan tâm tới Công Tôn Độ, đưa ông đi học hành ở chỗ một thầy có tiếng và cưới vợ cho ông. Sau đó, Công Tôn Độ được Công Tôn Vực tiến cử làm "Hữu đạo" của bản quận Huyền Thố và đưa tới Lạc Dương làm quan.
Công Tôn Độ tới Lạc Dương được nhận chức Thượng thư lang, sau đó được thăng làm quan ở Ký châu.
Năm 189, Đổng Trác lên cầm quyền trong triều. Do quan hệ tốt với bộ tướng của Đổng Trác là Từ Vinh và nhờ Từ Vinh tiến cử, Công Tôn Độ được thăng làm Thái thú Liêu Đông.

## Trấn thủ Liêu Đông
Con Công Tôn Độ là Công Tôn Khang đang làm chức Ngũ trưởng, bị đô úy nước Liêu Đông là Công Tôn Chiêu điều động đến phục dịch. Công Tôn Độ nổi giận bèn bắt giết Công Tôn Chiêu.
Để thị uy với các nhà vọng tộc Liêu Đông, Công Tôn Độ giết những người nổi tiếng có danh vọng trong quận không cần lý do, khiến mọi người trong quận rất sợ hãi.
Sau đó Công Tôn Độ mang quân đánh về hai phía đông tây, đánh nước Cao Câu Ly và bộ tộc Ô Hoàn, đều thắng lợi. Nhân lúc các chư hầu ở trung nguyên đánh lẫn nhau, Công Tôn Độ tự mình cát cứ Liêu Đông không theo triều đình, nhà Hán lúc đó đã sang Trường An cũng không thể hỏi tới. Công Tôn Độ công khai bày tỏ ý định tranh bá đồ vương.
Bước đầu, Công Tôn Độ chia quận Liêu Đông làm ba: Liêu Đông, Liêu Tây và Trung Liêu, bổ nhiệm người của mình làm Thái thú 3 quận đó, còn ông tự xưng là Châu mục Bình châu, Liêu Đông hầu. Sau đó Công Tôn Độ mang thủy quân qua eo biển Bột Hải đánh chiếm các huyện Bồng Lai ở Thanh châu.
Tào Tháo và họ Viên đối địch nhau, tranh thủ sự ủng hộ của ông, bèn phong làm Vũ uy tướng quân, tước Vĩnh Ninh hương hầu. Công Tôn Độ không bằng lòng với tước phong đó của Tào Tháo vì ông đã xưng là người đứng đầu Liêu Đông chứ không chỉ có huyện Vĩnh Ninh.
Năm 204, Công Tôn Độ qua đời. Ông cầm quyền ở Liêu Đông 15 năm. Con ông là Công Tôn Khang lên nối chức Liêu Đông hầu, Châu mục Bình châu.